# Курол
Курол (лат. Leptosomus discolor) — единственный вид птиц в семействе куроловых (Leptosomidae) и единственный современный в отряде куролообразных (Leptosomiformes). Обитает на Мадагаскаре и Коморских островах. Популяция относительно большая и, несмотря на то, что численность вида снижается, он не находится под угрозой уничтожения.
Кроме курола в отряд куролообразных включают вымерший род Plesiocathartes Gaillard, 1908.

## Описание
Куролы достигают длины от 38 до 50 см и веса от 192 до 270 г. Между самкой и самцом имеется выраженный половой диморфизм. Самка крупнее самца, оперение верха от красно-коричневого до коричневатого цвета; на нижней стороне оно жёлто-коричневое. Оперение спины с чёрными полосами, в то время как нижняя сторона с чёрными пятнами. У самца оперение спины зелёное с медного цвета металлическим блеском. Затылок и голова серые, остальное оперение от голубого до светло-серого и серого цвета. У обоих полов одинаковый зелёный хохолок на большой закруглённой голове. Клювы окрашены от серо-чёрного до чёрного цвета. Молодые птицы похожи по цвету оперения на самку, только окрашены менее ярко. Ноги в сравнении с телом относительно короткие.

## Образ жизни
Места обитания куролов — леса, кустарники и саванны (в последнем случае обязательно наличие пусть редких, но высоких деревьев, на которых гнездятся куролы).
Куролы — хорошие летуны, они добывают свою добычу из засады, при этом редко садятся на землю. Они терпеливо ждут свою добычу на свободных ветках в верхушках деревьев, внимательно наблюдая при этом за каждым движением в окрестности. Их питание состоит из насекомых, преимущественно волосатых гусениц, жуков и саранчи, и из населяющих деревья мелких рептилий — таких, как хамелеоны. Куролы передвигаются парами, иногда маленькими группами. Своим большим диапазоном свиристящих и свистящих звуков и трелями они обращают на себя внимание уже на дальнем расстоянии.

## Размножение
В брачную пору самцы осуществляют захватывающие дух акробатические манёвры в полёте. Крутыми пике и мёртвыми петлями они пытаются произвести впечатление на самку. Гнездятся в дуплах деревьев, в которых самка откладывает от одного до трёх белых яиц. Сородичи не приветствуются поблизости от гнезда.

## Подвиды
Международный союз орнитологов выделяет 3 подвида:
- Leptosomus discolor discolor (Hermann, 1783) обитает на Мадагаскаре, Мвали и Майотте
- Leptosomus discolor gracilis Milne-Edwards & Oustalet, 1885 обитает на Нгазидже
- Leptosomus discolor intermedius Hartert & Neumann, 1924 обитает на Анжуане